# Руснак Рахіля Тимофіївна
Руснак Рахіля Тимофіївна (нар. 20 серпня 1952, село Ошихліби, Кіцманський район, Чернівецька область, УРСР, СРСР) — українська фольклорна співачка, виконавиця старовинних пісень Буковини.

## Життєпис
Народилася в Ошихлібах у селянській родині. Успадкувала свій співочий талант в сім'ї, де всі гарно співали, де з покоління в покоління передавалися старовинні пісні. Виступала й у сільському клубі. 
У 1969 році закінчила середню школу та вступила до Чернівецького культурно-освітнього училища на режисерський відділ. Після закінчення училища працювала на Кельменеччині, потім — в Будинку культури в Ошихлібах, де створила самодіяльний фольклорний ансамбль «Молодички». 
У 1982—1986 рр. навчалась на режисерському факультеті Рівненського інституту культури. 
Працювала методисткою Кіцманського будинку культури, була керівником самодіяльного народного театру. У Кіцмані організувала фольклорну групу, разом з якою займалась відродженням буковинських пісенних скарбів. 
Професійна співоча біографія Рахілі почалася 1989 року: виконавиця вийшла переможницею на радіоконкурсі «Чисте джерело». Перший вихід на велику сцену відбувся у Чернівецькій філармонії, де співачка відкривала концерт, присвячений проведенню 1-го туру фестивалю «Червона Рута» (1989). Після фестивалю отримала запрошення на роботу від фірми «Кобза».
Кілька років тому самобутня співачка створила пісенний театр, має кілька концертних програм (у репертуарі близько ста пісень). Успішно виступала в Україні, Англії (у 1991 році), Прибалтиці, Росії (Москва).
Рахіля Руснак (з інтерв'ю):
|  | «Буковинські пісні не подібні між собою ні за жанрами, ні за характером, ні за ритмом, але всі разом утворюють таку красу. Вони втілюють образ Буковини — оригінального, неповторного краю». |

Михайло Хай, фольклорист (з анотації до альбому Рахіля Руснак. Стародавні пісні Буковини):
:
|  | Небагато є в світі феноменів, спроможних заглиблюватися у саму сутність людської душі, в її незбагненний духовний світ... Такою здатністю, стократ помноженою на жіночу лагідність і особливу індивідуальну втаємниченість своєї вдачі, володіє співачка, виконавиця традиційних давніх пісень Буковини Рахіля Руснак.. |

## Фільмографія (закадровий вокал)
- 1990 — «Меланхолійний вальс» (х/фільм, реж. Б. Савченко)
- 2006 — «Рай» (док. фільм про унікальну художницю-примітивістку Поліну Райко; студія «Кінематографіст», реж. Н. Кошман)